# 中尾鍋
中尾鍋（なかおなべ）とは、白菜と豚バラを使用した鍋料理。

## 概要
俳優・中尾彬と女優・池波志乃夫妻が考案した鍋料理である。白菜と豚バラ肉を入れただけのシンプルな料理であるが、様々なテレビ番組で紹介され（中尾夫妻も積極的に紹介している）、有名な鍋料理となった。中尾は、武蔵野美術大学在学中から作っていたと話している。2010年代よりミルフィーユ鍋の別称がテレビや食品会社により広められた。

## 中尾鍋を紹介したテレビ番組
- 水野真紀のMaki's魔法のレストラン（毎日放送、2010年2月3日）
- 中居正広の金曜日のスマたちへ（TBS系列、2008年10月24日[2]）

他、複数の番組で紹介された。